# The House with a Clock in Its Walls
The House with a Clock in Its Walls (lit. "La casa con un reloj en sus paredes") es una novela gótica juvenil escrita por el autor estadounidense John Bellairs y publicada en el año 1973. El libro fue ilustrado por Edward Gorey y es el primero en la serie de aventuras de Lewis Barnavelt y su amiga Rose Rita Pottinger, de la cual los tres primeros fueron escritos por Bellairs. Tras su muerte en 1991, las tres novelas que siguieron fueron completadas por Brad Strickland basándose en los manuscritos incompletos que Bellairs había dejado.  Desde entonces dicho autor ha escrito nueve novelas basadas en los personajes de Bellairs, la última en 2008. The House With a Clock in its Walls fue seguida en 1975 por The Figure in the Shadows ("La figura en las sombras").

## Trama
En el año 1948 y después de la muerte de sus padres en un accidente automovilístico, Lewis Barnavelt, de diez años, abandona Wisconsin para irse a vivir en la mansión de su tío Jonathan en el pueblo ficticio de New Zebedee en Míchigan. Al poco tiempo de llegar, Lewis descubre que su tío y su vecina en la casa de al lado, Mrs. Florence Zimmermann, no sólo son personas extrañas, sino que ambos son magos.  El tío Barnavelt es poco más que un ilusionista, sin embargo, ella es una auténtica maga.
Entre las costumbres raras de su tío destaca su costumbre de pasear por la casa durante altas horas de la noche apagando los distintos relojes en las muchas habitaciones.  Queriendo evitar que su sobrino lo crea demente, Jonathan le cuenta que antes de comprar la mansión cinco años atrás, ésta pertenecía a un mago malvado llamado Isaac Izard.  Éste, antes de morir, había encantado un viejo reloj con un conjuro desconocido y que su "tic-tac" resonaba detrás de todas las paredes de la casa.  Jonathan explica que el por qué tolera el ruido de tantos relojes se debe a que quiere intentar poder silenciar el reloj maligno de Izard.
Lewis sufre de sobrepeso y no es hábil en los deportes, por lo cual tiene dificultades para hacer amigos en su nueva escuela.  Consigue llamar la atención del chico más popular en su grado, un joven pelirrojo y atlético llamado Tarby Corrigan.  Tarby ayuda a Lewis a mejorar sus habilidades en el béisbol, pero también osa a herir sus sentimientos con frecuencia.  Lewis trata en vano de impresionarle con un encantamiento de su tío en el que crea un eclipse lunar, pero Tarby está convencido de que la visión se debe a un hipnotismo.  Frustrado, Lewis miente diciendo ser capaz de resucitar a los muertos.  Después de leer varios libros prohibidos por su tío, en la noche de Halloween, Lewis invita a Tarby al cementerio donde se propone llevar a cabo su conjuro.
Lewis se encuentra con Tarby en el cementerio de Oakridge, donde ha escogido un mausoleo marcado con una omega.  El conjuro de Lewis parece haber funcionado cuando las puertas de la tumba se abren revelando un par de luces circulares; ambos muchachos huyen despavoridos.  Al día siguiente, la noticia sobre el acto inexplicable cometido en el cementerio llega a Jonathan y a Mrs. Zimmermann a través de un jornal local y les preocupa.  Notan que Lewis está asustado y Jonathan se ofrece a llevarles de paseo en coche, cuando son perseguidos por un automóvil extraño.  Lewis observa la intensidad de los focos delanteros del coche, recordando las luces aparecidas en el mausoleo y haciendo una curiosa conexión con la descripción que Jonathan le había antes dado sobre los lentes deslumbrantes de Selenna, la esposa difunta de Isaac Izard.  Cuando el trío regresa a New Zebedee notan que alguien ha forzado la entrada de la mansión Barnavelt y descubren que han robado una llave de relojería que alguien había ocultado.
Las semanas que siguen son difíciles para Lewis; el incidente en el cementerio quiebra su amistad con Tarby y sus cargos de conciencia crean una barrera entre él y Jonathan.  Los Hanchetts, vecinos de la casa de en frente, abandonan New Zebedee misteriosamente y son reemplazados por una mujer extraña que se hace llamar Mrs. O'Meagher. Durante la época de Navidad, buscando distraerse, Lewis encuentra unos papeles escritos por Isaac Izard dentro de un viejo órgano y se los entrega a Jonathan y Mrs. Zimmermann; escondiéndose en un pasadizo secreto que existe en la mansión, puede escuchar la discusión entre ambos sobre el asunto. Jonathan revela que los papeles contienen notas tomadas por Izard sobre las formaciones de las nubes, que su propósito era volver atrás el tiempo y recuperar un punto exacto en el firmamento que le facilitara llevar a cabo un maleficio que resultaría en el Fin del Mundo. Izard revela ser incapaz de realizar el conjuro por sí solo y maldice la hora en que la muerte le arrebató a su esposa. Conociendo la verdad, Lewis se siente aterrorizado sabiendo que él es el responsable de haberle regresado la vida a Selenna Izard, quien ahora vive en la casa vecina bajo el nombre de Mrs. O'Meagher.
Con el deseo de compensar sus acciones, Lewis entra en la casa ocupada por Mrs. Izard y la desafía a un duelo. Mrs. Izard está a punto de vengarse de Lewis cuando aparece Mrs. Zimmermann con su varita mágica (un viejo paraguas mágico) y se enfrenta a Selenna. Poco después, Jonathan propone encontrar el reloj de Izard utilizando medios ilógicos, lo cual da resultado y los conduce a un pasadizo secreto en el sótano de la mansión donde encuentran el reloj y a Mrs. Izard. La maga logra paralizar a Jonathan y a Mrs. Zimmermann utilizando una Mano de la Gloria, pero Lewis la ve reflejada en la puertecilla de cristal del reloj y evade el hechizo. Levanta el reloj del suelo y lo destroza contra el suelo. La destrucción del reloj pone fin al encantamiento de los Izard y Mrs. Izard desaparece dejando atrás una calavera con unos lentes rotos.
Jonathan, Mrs. Zimmermann y Lewis celebran la derrota de los Izard. Jonathan comenta haber devuelto los restos de Selenna Izard al mausoleo, descubriendo allí la linterna olvidada por Lewis y comprendiendo su papel en el asunto. Jonathan y Mrs. Zimmermann no se enfadan; al contrario, se alegran cuando Lewis les dice que ha hecho una nueva amiga, una vecina llamada Rose Rita Pottinger.

## Otros libros en la serie
- Escritos por John Bellairs:
  - The Figure in the Shadows (1975, "La figura en las sombras")
  - The Letter, the Witch and the Ring (1976, "La carta, la bruja y el anillo")

- Planeados por Bellairs y terminados por Brad Strickland:
  - The Ghost in the Mirror (1993, "El fantasma en el espejo")
  - The Vengeance of the Witch-Finder (1993, "La venganza del localiza-brujas")
  - The Doom of the Haunted Opera (1995, "La perdición de la ópera embrujada")

- Escritos únicamente por Strickland:
  - The Specter from the Magician's Museum (1998, "El espectro del museo del mago")
  - The Beast Under the Wizard's Bridge (2000, "La bestia bajo el puente del hechicero")
  - The Tower at the End of the World (2001, "La torre en el fin del mundo")
  - The Whistle, the Grave and the Ghost (2003, "El silbato, la tumba y el fantasma")
  - The House Where Nobody Lived (2006, "La casa donde nadie vivía")
  - The Sign of the Sinister Sorcerer (2008, "El símbolo del brujo siniestro")